# Línguas nigero-congolesas
As línguas nigero-congolesas (ou nígero-congolesas) são uma família de línguas, sendo a maior das línguas africanas, tanto quanto ao número de falantes, quanto à área geográfica ou ao número de línguas. Podem mesmo ser o maior grupo do mundo em termos de número de idiomas diferentes, embora esta seja uma questão complicada devido às diferentes opiniões sobre o que é uma língua diferente. Quase todas as línguas da África subsaariana pertencem a este grupo. Uma propriedade comum destas línguas é o uso de um sistema de classes para os nomes.

## História da classificação
Primeiras classificações
O grupo nigero-congolês, tal como é hoje conhecido, só foi reconhecido como uma unidade gradualmente. Nas primeiras classificações das línguas africanas, um dos principais critérios usados para diferentes grupos era o uso diferenciado de prefixos para classificar nomes, ou o facto de não serem usados. O maior avanço veio com o trabalho de Koelle, que, na sua Polyglotta Africana de 1854, tentou uma classificação cuidadosa em grupos, os quais, em muitos casos, correspondem aos grupos modernos. A primeira avaliação das línguas nigero-congolesas como uma família linguística pode ser encontrada no estudo de Koelle, que encontrou eco em Bleek (1856), no qual foi verificado que as línguas atlânticas usam prefixos, tal como muitas línguas subsaarianas. Trabalho subsequente de Koelle e, décadas mais tarde, o trabalho comparativo de Meinhof, estabeleceram, solidamente, as línguas bantas como uma unidade linguística.
Joseph H. Greenberg foi o primeiro a identificar os limites dessa família, que ele chamou de "línguas nigero-cordofanianas" em seu livro Languages of Africa. John Bendor-Samuel introduziu o nome nigero-congolês para toda a família, o qual está atualmente em uso entre os linguistas (veja línguas cordofanianas da província de Cordofão no Sudão).
Os grupos pertencentes à família nigero-congolesa são:
- Oeste–Atlântico ou Atlântico ocidental: inclui, por exemplo, o Fula, uma língua falada pelo Sael e o uolofe, falada no Senegal.
- Mandê: faladas na África Ocidental; inclui, por exemplo, o bambara, a principal língua do Mali e o mandinga.
- Gur: faladas entre outros lugares na Costa do Marfim, Togo, Burquina Fasso e Mali, inclui, por exemplo, o mossi, principal língua do Burquina Fasso, falado pelos mossis.
- Kru: faladas na África Ocidental, inclui, por exemplo, o bassa, falado na Libéria e o bété, falado na Costa do Marfim.
- Cuá: inclui, por exemplo, o Acã, falado em Gana, o Língua baúle, falado na Costa do Marfim, o jeje, principal língua do Togo e o fon, principal língua do Benim.
- Ijó: pouco conhecidas, faladas na Nigéria.
- Adamawa–ubangi: inclui o ngbandi, falado na República Centro-Africana)
- Benué–congolês inclui, por exemplo, o iorubá e o ibo, falados na Nigéria e o bem grande ramo das línguas bantas, que inclui, por exemplo, o macua, o quimbundo, o suaíli, o tsonga, o umbundo.

Alguns linguistas ligam as cerca de trinta línguas cordofanianas à família nigero-congolesa, formando uma família de línguas nigero-cordofanianas. Embora essa seja uma hipótese plausível, essa ideia ainda é tratada como não provada.

### Tonal
A grande maioria das línguas nigero-congolesas nos dias atuais são tonais. Um típico sistema de tom nigero-congolês envolve dois ou três contrastantes níveis de tons. Quatro níveis de sistemas são menos generalizados e cinco níveis de sistemas são raros. Apenas poucas línguas nigero-congolesas são não tonais; o suaíli é, talvez, a mais conhecida, mas, dentro do ramo atlântico, algumas outras são encontradas. Imagina-se que o proto-nigero-congolês tenha sido uma língua tonal com dois níveis contrastantes. Estudos sincrônicos e comparativo-históricos dos sistemas de tom demostram que tal sistema básico pode facilmente desenvolver mais contrastes tonais sob a influência de depressor consonantes ou através da introdução de uma descendente mudança de tom. Línguas que têm mais níveis tonais tendem a usá-los mais para as diferenciações léxicas e menos para os contrastes gramaticais.
| A, B | diúla / bambara, temne, dogom, dagani, gbaya, efique, lingala, ibo             |
| A, M, B | yakuba, nafaanra, kasem, banda, iorubá, jucum, dangme, yukuben, acã, anim, euê |
| T, A, M, B | gban, wobe, munzombo, igede, mambila                                           |
| T, A, M, B, MB | Ashuku (Benue-congolês), Dan-Santa (mandê)                                     |
| PA/S | Mandinga, fula, uolofe, suaíli                                                 |
| Abreviaturas utilizadas: T-topo, A-alto, M-médio, B-baixo, MB-muito baixa, PA/S-pitch-sotaque ou stress (Adaptado de Williamson 1989:27) |                                                                                |

|                                           |  |
| Localização das línguas nigero-congolesas |  |